# Руи Патрисио
Руи Педро дос Сантос Патрисио (порт. Rui Pedro dos Santos Patrício; Леирија, 15. фебруар 1988) професионални је португалски фудбалски голман. Играч је италијанске Аталанте и стандардни репрезентативац Португалије.
Играо је на два светска и четири европска првенства, а на Европском првенству 2016. освојио је титулу континенталног првака. Највећи део професионалне каријере провео је као играч лисабонског Спортинга, а наступао је и за енглески Вулверхемптон.

## Клупска каријера
Патрисио је фудбал почео да тренира веома рано и првобитно је играо на позицији нападача. Скаути лисабонског Спортинга приметили су га још као дванаестогодишњег дечака, када је прешао у фудбалску академију тог клуба. Након играња за све млађе клупске селекције, 19. новембра 2006. дебитује за први тим Спортинга, и то на првенственој утакмици против екипе Маритима на којој је одбранио и један пенал. Уједно је то био и његов једини наступ у дебитантској сезони 2006/07. 
Како је почетком наредне сезоне тадашњи први голман Спортинга Рикардо Переира напустио клуб и прешао у Реал Бетис, Патрисио је постао први голман екипе. У европским такмичењима дебитује 27. новембра 2007. у утакмици групне фазе Лиге шампиона против Манчестер јунајтеда.
У редовима Спортинга Патрисио је играо пуних 12 сезона, одигравши укупно 467 утакмица у свим такмичењима, од чега 327 утакмица у националном првенству. Са екипом је освојио пет титула, два национална купа, два суперкупа и један трофеј лига купа, а у два наврата је проглашава и за најбољег играча Спортинга. 
Патрисио је био жртва напада око педесетак најватренијих навијача Спортинга, који су, незадовољни трећим местом клуба у домаћем првенству у тој сезони, 15. маја 2018. упали на терене за тренинг и повредили неколико играча и тренера клуба. Након напада Патрисио је био један од девет играча који је раскинуо уговор са клубом.
Након тога ,током јуна 2018. Патрисио је потписао четворогодишњи уговор са енглеским премијерлигашем Вулверхемтон вондерерсима, а након жалбе Спортинга, Вулверхемтон је платио 18 милиона евра за трансфер.
Већ у првој сезони 2018/19 Патрисио је оборио клупски рекорд, јер на 13 утакмица у првенству сачувао своју мрежу.
За три сезоне Патрисио је био незамењив на голу вулвса, за три сезоне пропустио је само две утакмице у првенству. У сезони 2019/20. бранио је и у Лиги Европе, где је Вулверхемптон стигао до четвртине финала.
2021. године Патрисио је потписао трогодишњи уговор са Ромом, у коју је прешао у трансферу вредном 11,5 милиона евра, без бонуса.
22. августа 2021. званично је дебитовао за Рому, у првенственој победи против Фјорентине (2:1).

## Репрезентативна каријера
Руи Патрисио је играо за све млађе репрезентативне селекције Португалије, а први позив за наступ у сениорском тиму имао је 29. јануара 2008, на пријатељској утакмици против Италије, али није заиграо на том мечу. Нешто касније исте године са репрезентацијом је учествовао на Европском првенству, али у својству трећег голмана због чега није наступио ни на једној од утакмица у Аустрији и Швајцарској.
Званичан деби наступ за репрезентацију Португала имао је 17. новембра 2010. у пријатељској утакмици са Шпанијом у којој је бранио у другом полувремену. На великим такмичењима дебитује на Европском првенству 2012. где је бранио на свих пет утакмица. Након тога игра и на Светском првенству 2014. у Бразилу где је одиграо само прву утакмицу са Немачком (пораз од 0:4), а потом је због повреде пропустио остатак турнира.
Највећи успех у репрезентативном дресу остварио је на Европском првенству 2016. у Француској где је са репрезентацијом освојио златну медаљу и прву титулу европског првака у историји португалског фудбала. Четвртфинална утакмица против Пољске играна 30. јуна била је уједно и његова педесета утакмица у националном дресу. Годину дана касније играо је на Купу конфедерација где су Португалци освојили треће место. 
Играо је и на Светском првенству 2018. у Русији где је наступио у све четири утакмице свог тима (Португалци су заустављени у осмини финала од селекције Уругваја).
Наступио је на Европском првенству 2020. када је поново бранио на све четири утакмице и када је Португал поново заустављен у осмини финала, овај пут од селекције Белгије.

## Занимљивости
Патрисио је будиста.

## Успеси и признања
ФК Спортинг Лисабон
- Португалски куп (2): 2007/08, 2014/15.
- Португалски лига куп (1): 2017/18.
- Португалски суперкуп (2): 2008, 2015.

 ФК Рома
- УЕФА Лига конференције (1): 2021/22.

 Португалија
- Европско првенство:  2016.
- УЕФА Лига нација:  2018/19.
- Куп конфедерација:  2017.